# Just a Little
Just a Little is een nummer van de Brits-Ierse muziekgroep Liberty X uit 2002. Het is de derde single van hun debuutalbum Thinking It Over.
"Just a Little" werd een hit in Europa en Oceanië. De plaat was goed voor een nummer 1-notering in het Verenigd Koninkrijk, het thuisland van Liberty X. Ook in de Nederlandse Top 40 kende het nummer veel succes; daar bereikte het de 3e positie. In de Vlaamse Ultratop 50 had het iets minder succes; daar viel het met een 11e positie net buiten de top 10.